# 霍霍尔斯克市镇
霍霍尔斯克市镇（俄语：Муниципальное образование «Хохорск»）是俄罗斯联邦伊尔库茨克州博汉区所属的一个市镇。其下辖有7个居民点，行政中心为霍霍尔斯克。据2016年统计，该市镇的人口为2172人。